# İstanbul Teknik Üniversitesi Basketbol Takımı
L'İstanbul Teknik Üniversitesi basketbol takımı, noto anche come İTÜ Istanbul, è una società cestistica avente sede a Istanbul, in Turchia. Fondata nel 1953, gioca nel campionato turco.
Disputa le partite interne nell'İTÜ Ayazağa Spor Salonu, che ha una capacità di 2.500 spettatori.

## Palmarès
- Campionato turco: 5

1967-1968, 1969-1970, 1970-1971, 1971-1972, 1972-1973
- Coppa di Turchia: 2

1969, 1971